# Catantopinae
Sous-famille
Les Catantopinae sont une sous-famille d'orthoptères caelifères de la famille des Acrididae.

## Liste des genres

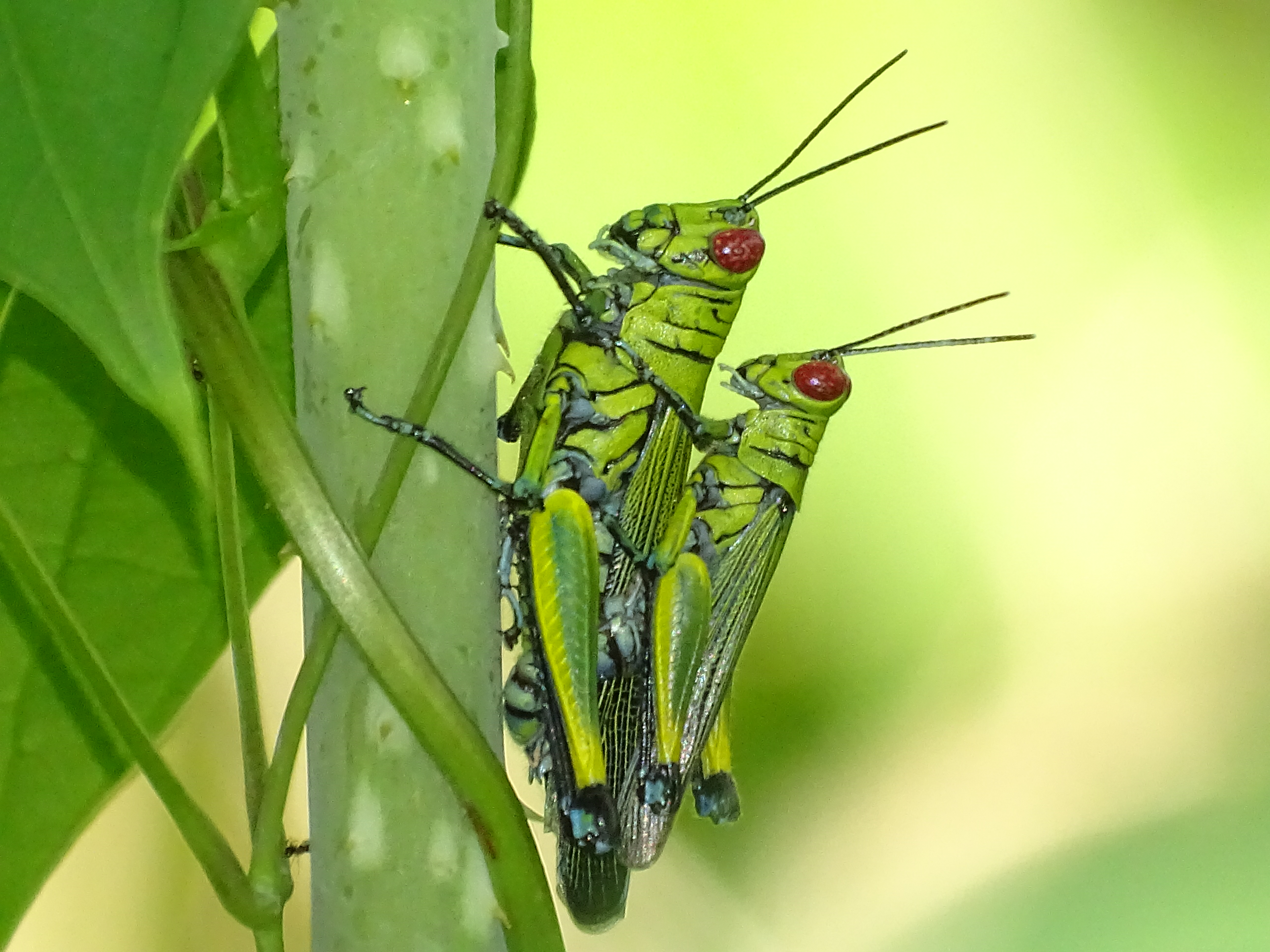
Accouplement de Eupropacris coerulea, des Eupropacris, des Catantopinae, dans le parc national de la Pendjari au Bénin. Juin 2022.

Selon Orthoptera Species File (31 mars 2010) :
- Allagini Johnston, 1956
  -     - Allaga Karsch, 1896
    - Sauracris Burr, 1900
- Apoboleini Johnston, 1956
  -     - Apoboleus Karsch, 1891
    - Pseudophialosphera Dirsh, 1952
    - Squamobibracte Ingrisch, 1989
- Catantopini Brunner von Wattenwyl, 1893
  - Apotropina Key, 1993
    - Apotropis Bolívar, 1906
    - Azelota Brunner von Wattenwyl, 1893
    - Burcatelia Sjöstedt, 1930
    - Clepsydria Sjöstedt, 1920
    - Epallia Sjöstedt, 1921
    - Fipurga Sjöstedt, 1921
    - Goniaeoidea Sjöstedt, 1920
    - Percassa Sjöstedt, 1921
    - Perunga Sjöstedt, 1921
    - Schayera Key, 1990

  - Aretzina Key, 1993
    - Aretza Sjöstedt, 1921
    - Brachyexarna Sjöstedt, 1921
    - Exarna Brunner von Wattenwyl, 1893
    - Macrocara Uvarov, 1930
    - Terpillaria Sjöstedt, 1920
    - Zebratula Sjöstedt, 1920

  - Buforaniina Key, 1993
    - Buforania Sjöstedt, 1920
    - Cuparessa Sjöstedt, 1921
    - Phanerocerus Saussure, 1888
    - Raniliella Sjöstedt, 1921
    - Tapesta Sjöstedt, 1921

  - Catantopina Brunner von Wattenwyl, 1893
    - Catantops Schaum, 1853
    - Catantopsilus Ramme, 1929
    - Catantopsis Bolívar, 1912
    - Diabolocatantops Jago, 1984
    - Stenocatantops Dirsh, 1953

  - Cirphulina Key, 1993
    - Chirotepica Sjöstedt, 1936
    - Cirphula Stål, 1873
    - Macrolopholia Sjöstedt, 1920

  - Coryphistina Mishchenko, 1952
    - Adreppus Sjöstedt, 1921
    - Beplessia Sjöstedt, 1921
    - Camelophistes Key, 1994
    - Charpentierella Key, 1994
    - Coryphistes Charpentier, 1844
    - Euophistes Sjöstedt, 1920
    - Macrolobalia Sjöstedt, 1921
    - Relatta Sjöstedt, 1921
    - Spectrophistes Key, 1994

  - Cratilopina Key, 1993
    - Caperrala Sjöstedt, 1921
    - Cratilopus Bolívar, 1906
    - Exarhalltia Sjöstedt, 1930
    - Typaya Sjöstedt, 1921

  - Ecphantina Key, 1993
    - Ecphanthacris Tinkham, 1940
    - Ecphantus Stål, 1878
    - Happarana Sjöstedt, 1920

  - Eumecistina Key, 1993
    - Asoramea Sjöstedt, 1921
    - Cervidia Stål, 1878
    - Erythropomala Sjöstedt, 1920
    - Eumecistes Brancsik, 1896
    - Euomopalon Sjöstedt, 1920
    - Genurellia Sjöstedt, 1931
    - Microphistes Sjöstedt, 1920
    - Pardillana Sjöstedt, 1920
    - Pespulia Sjöstedt, 1921
    - Retuspia Sjöstedt, 1921

  - Goniaeina Key, 1993
    - Goniaea Stål, 1873

  - Hepalicina Key, 1993
    - Hepalicus Sjöstedt, 1921

  - Loiteriina Key, 1993
    - Loiteria Sjöstedt, 1921

  - Maclystriina Key, 1993
    - Maclystria Sjöstedt, 1921
    - Perloccia Sjöstedt, 1936

  - Macrazelotina Key, 1993
    - Macrazelota Sjöstedt, 1921
    - Rusurplia Sjöstedt, 1930

  - Macrotonina Key, 1993
    - Macrotona Brunner von Wattenwyl, 1893
    - Theomolpus Bolívar, 1918
    - Xypechtia Sjöstedt, 1921

  - Micreolina Key, 1993
    - Micreola Sjöstedt, 1920
    - Sjoestedtacris Baehr, 1992
    - Sumbilvia Sjöstedt, 1921

  - Peakesiina Key, 1993
    - Caloptilla Sjöstedt, 1921
    - Catespa Sjöstedt, 1921
    - Cedarinia Sjöstedt, 1920
    - Cuprascula Sjöstedt, 1921
    - Curpilladia Sjöstedt, 1934
    - Desertaria Sjöstedt, 1920
    - Lagoonia Sjöstedt, 1931
    - Peakesia Sjöstedt, 1920
    - Perelytrana Sjöstedt, 1936
    - Testudinellia Sjöstedt, 1930
    - Xanterriaria Sjöstedt, 1934
    - Yrrhapta Sjöstedt, 1921
    - Zabrala Sjöstedt, 1921

  - Perbelliina Key, 1993
    - Ablectia Sjöstedt, 1921
    - Capraxa Sjöstedt, 1920
    - Minyacris Key, 1992
    - Perbellia Sjöstedt, 1920
    - Phaulacridium Brunner von Wattenwyl, 1893
    - Porraxia Sjöstedt, 1921
    - Rectitropis Sjöstedt, 1936

  - Pyrgophistina Key, 1993
    - Pyrgophistes Key, 1992

  - Russalpiina Key, 1993
    - Russalpia Sjöstedt, 1921
    - Sigaus Hutton, 1897
    - Tasmanalpina Key, 1991
    - Tasmaniacris Sjöstedt, 1932
    - Truganinia Key, 1991

  - Stropina Brunner von Wattenwyl, 1893
    - Adlappa Sjöstedt, 1920
    - Collitera Sjöstedt, 1921
    - Parazelum Sjöstedt, 1921
    - Stropis Stål, 1873

  - Urnisina Key, 1993
    - Rhitzala Sjöstedt, 1921
    - Urnisa Stål, 1861

  - sous-tribu indéterminée
    - Catantopides Ramme, 1941
    - Dimeracris Niu & Zheng, 1993
    - Phaeocatantops Dirsh, 1953
    - Stenocrobylus Gerstaecker, 1869
    - Trichocatantops Uvarov, 1953
    - Xenocatantops Dirsh & Uvarov, 1953
- Diexiini Mishchenko, 1945
  -     - Bufonacridella Adelung, 1910
    - Diexis Zubovski, 1899
- Gereniini Brunner von Wattenwyl, 1893
  -     - Anacranae Miller, 1934
    - Bibractella Storozhenko, 2002
    - Gerenia Stål, 1878
- Histrioacridini Key, 1993
  - Histrioacridina Key, 1993
    - Histrioacrida Sjöstedt, 1930

  - Scurrina Key, 1993
    - Scurra Key, 1992
- Kakaduacridini Key, 1993
  -     - Kakaduacris Key, 1992
- Merehanini Baccetti, 1984
  -     - Merehana Kevan, 1957
- Oxyrrhepini Tinkham 1940
  -     - Oxyrrhepes Stål, 1873
- Paraconophymatini Otte, 1995
  -     - Paraconophyma Uvarov, 1921
- Pezotettigini Brunner von Wattenwyl, 1893
  -     - Pezotettix Burmeister, 1840
    - Sphenophyma Uvarov, 1934
- Stolziini Tinkham, 1940
  -     - Stolzia Willemse, 1930
- Tauchirini 
  -     - Chapacris Tinkham, 1940
    - Tauchira Stål, 1878
    - Toacris Tinkham, 1940
    - Tszacris Tinkham, 1940
- Trauliini Willemse, 1921
  -     - Pseudotraulia Laosinchai & Jago, 1980
    - Traulia Stål, 1873
- Urnisiellini Key, 1993
  -     - Urnisiella Sjöstedt, 1930
- Uvaroviini Mishchenko, 1952
  -     - Uvarovium Dirsh, 1927
- Wiltshirellini Shumakov, 1963
  -     - Wiltshirella Popov, 1951
- Xenacanthippini Tinkham, 1940
  -     - Xenacanthippus Miller, 1934
- tribu indéterminée
  -     - Aresceutica Karsch, 1896
    - Auloserpusia Rehn, 1914
    - Coenona Karsch, 1896
    - Pteropera Karsch, 1891
    - Segellia Karsch, 1891
    - Serpusia Karsch, 1891
    - Serpusilla Ramme, 1931
    - Abisares Stål, 1878
    - Alectorolophellus Ramme, 1941
    - Alectorolophus Brunner von Wattenwyl, 1898
    - Allotriusia Karsch, 1896
    - Alpinacris Bigelow, 1967
    - Althaemenes Stål, 1878
    - Alulacris Zheng, 1981
    - Ambrea Dirsh, 1962
    - Amismizia Bolívar, 1914
    - Anapropacris Uvarov, 1953
    - Angolacris Dirsh, 1962
    - Anischnansis Dirsh, 1959
    - Anomalocatantops Jago, 1984
    - Anthermus Stål, 1878
    - Antita Bolívar, 1908
    - Apalacris Walker, 1870
    - Apalniacris Ingrisch, Willemse & Shishodia, 2004
    - Arminda Krauss, 1892
    - Assamacris Uvarov, 1942
    - Bacuita Strand, 1932
    - Bambusacris Henry, 1933
    - Bannacris Zheng, 1980
    - Barombia Karsch, 1891
    - Bettotania Willemse, 1933
    - Beybienkoacris Storozhenko, 2005
    - Bhutanacridella Willemse, 1962
    - Bibracte Stål, 1878
    - Binaluacris Willemse, 1932
    - Brachaspis Hutton, 1898
    - Brachycatantops Dirsh, 1953
    - Brachyelytracris Baehr, 1992
    - Brownacris Dirsh, 1958
    - Bumacris Willemse, 1931
    - Burmacris Uvarov, 1942
    - Burttia Dirsh, 1951
    - Calderonia Bolívar, 1908
    - Callicatantops Uvarov, 1953
    - Cardeniopsis Dirsh, 1955
    - Cardenius Bolívar, 1911
    - Carsula Stål, 1878
    - Caryandoides Zheng & Xie, 2007
    - Carydana Bolívar, 1918
    - Celebesia Bolívar, 1917
    - Cerechta Bolívar, 1922
    - Chopardminda Morales-Agacino, 1941
    - Choroedocus Bolívar, 1914
    - Chromophialosphera Descamps & Donskoff, 1968
    - Cingalia Ramme, 1941
    - Circocephalus Willemse, 1928
    - Cledra Bolívar, 1918
    - Coloracris Willemse, 1938
    - Coniocara Henry, 1940
    - Craneopsis Willemse, 1933
    - Criotocatantops Jago, 1984
    - Crobylostenus Ramme, 1929
    - Cryptocatantops Jago, 1984
    - Cylindracris Descamps & Wintrebert, 1967
    - Deliacris Ramme, 1941
    - Dendrocatantops Descamps & Wintrebert, 1966
    - Descampsilla Wintrebert, 1972
    - Digrammacris Jago, 1984
    - Dioscoridus Popov, 1957
    - Dirshilla Wintrebert, 1972
    - Dubitacris Henry, 1937
    - Duplessisia Dirsh, 1956
    - Duviardia Donskoff, 1985
    - Eliya Uvarov, 1927
    - Enoplotettix Bolívar, 1913
    - Epacrocatantops Jago, 1984
    - Eritrichius Bolívar, 1898
    - Eubocoana Sjöstedt, 1931
    - Eupreponotus Uvarov, 1921
    - Eupropacris Walker, 1870
    - Exopropacris Dirsh, 1951
    - Fer Bolívar, 1918
    - Frontifissia Key, 1937
    - Gemeneta Karsch, 1892
    - Genimen Bolívar, 1918
    - Genimenoides Henry, 1934
    - Gerunda Bolívar, 1918
    - Gibbitergum Zheng & Shi, 1998
    - Guineacris Ramme, 1941
    - Guizhouacris Yin & Li, 2006
    - Hadrolecocatantops Jago, 1984
    - Harantacris Wintrebert, 1972
    - Harpezocatantops Jago, 1984
    - Heinrichius Ramme, 1941
    - Ikonnikovia Bei-Bienko, 1935
    - Indomesambria Ingrisch, 2006
    - Ischnansis Karsch, 1896
    - Ixalidium Gerstaecker, 1869
    - Javanacris Willemse, 1955
    - Kinangopa Uvarov, 1938
    - Kwidschwia Rehn, 1914
    - Lefroya Kirby, 1914
    - Liaopodisma Zheng, 1990
    - Longchuanacris Zheng & Fu, 1989
    - Longgenacris You & Li, 1983
    - Longzhouacris You & Bi, 1983
    - Lucretilis Stål, 1878
    - Lyrolophus Ramme, 1941
    - Maculacris Willemse, 1932
    - Madimbania Dirsh, 1953
    - Maga Bolívar, 1918
    - Magaella Willemse, 1974
    - Malua Ramme, 1941
    - Mananara Dirsh, 1962
    - Mayottea Rehn, 1959
    - Mazaea Stål, 1876
    - Melicodes Uvarov, 1923
    - Melinocatantops Jago, 1984
    - Meltripata Bolívar, 1912
    - Mengkokacris Ramme, 1941
    - Menglacris Jiang & Zheng, 1994
    - Mesambria Stål, 1878
    - Micronacris Willemse, 1957
    - Milleriana Willemse, 1957
    - Moessonia Willemse, 1921
    - Molucola Bolívar, 1915
    - Mopla Henry, 1940
    - Naraikadua Henry, 1940
    - Nathanacris Willemse & Ingrisch, 2004
    - Navasia Kirby, 1914
    - Noliba Bolívar, 1922
    - Ochlandriphaga Henry, 1933
    - Oenocatantops Dirsh, 1953
    - Opharicus Uvarov, 1940
    - Opiptacris Walker, 1870
    - Orthocephalum Willemse, 1921
    - Oshwea Ramme, 1929
    - Oxycardenius Uvarov, 1953
    - Oxycatantops Dirsh, 1953
    - Pachyacris Uvarov, 1923
    - Pachycatantops Dirsh, 1953
    - Pagdenia Miller, 1934
    - Palniacris Henry, 1940
    - Paprides Hutton, 1897
    - Paracardenius Bolívar, 1912
    - Paracaryanda Willemse, 1955
    - Parahysiella Wintrebert, 1972
    - Paralecterolophus Ramme, 1941
    - Paramesambria Willemse, 1957
    - Paraperineta Descamps & Wintrebert, 1967
    - Parapropacris Ramme, 1929
    - Paraserpusilla Dirsh, 1962
    - Parastenocrobylus Willemse, 1921
    - Paratoacris Li & Jin, 1984
    - Paraxenotettix Dirsh, 1961
    - Pareuthymia Willemse, 1930
    - Peitharchicus Brunner von Wattenwyl, 1898
    - Pelecinotus Bolívar, 1902
    - Perakia Ramme, 1929
    - Perineta Dirsh, 1962
    - Pezocatantops Dirsh, 1953
    - Phalaca Bolívar, 1906
    - Platycatantops Baccetti, 1985
    - Platycercacris Zheng & Shi, 2001
    - Pododula Karsch, 1896
    - Pseudofinotina Dirsh, 1962
    - Pseudogerunda Bei-Bienko, 1935
    - Pseudohysiella Dirsh, 1962
    - Pteroperina Ramme, 1929
    - Pyramisternum Huang, 1983
    - Racilia Stål, 1878
    - Racilidea Bolívar, 1918
    - Ranacris You & Lin, 1983
    - Salinacris Willemse, 1957
    - Sedulia Stål, 1878
    - Serpusiacris Descamps & Wintrebert, 1967
    - Serpusiformia Dirsh, 1966
    - Seyrigacris Bolívar, 1932
    - Shennongipodisma Zhong & Zheng, 2004
    - Siamacris Willemse, 1955
    - Siebersia Willemse, 1933
    - Sinopodismoides Gong, Zheng & Lian, 1995
    - Sinstauchira Zheng, 1981
    - Siruvania Henry, 1940
    - Sphaerocranae Willemse, 1972
    - Staurocleis Uvarov, 1923
    - Striatosedulia Ingrisch, 1989
    - Strombocardeniopsis Jago, 1984
    - Sulawesiana Koçak & Kemal, 2008
    - Sygrus Bolívar, 1889
    - Tangana Ramme, 1929
    - Tarbaleus Brunner von Wattenwyl, 1898
    - Tauchiridea Bolívar, 1918
    - Tauracris Willemse, 1931
    - Thymiacris Willemse, 1937
    - Tinnevellia Henry, 1940
    - Traulacris Willemse, 1933
    - Traulitonkinacris You & Bi, 1983
    - Triodicolacris Baehr, 1992
    - Tuberofera Willemse, 1930
    - Tunstallops Jago, 1984
    - Utanacris Miller, 1934
    - Uvarovacris Rehn, 1944
    - Veseyacris Dirsh, 1959
    - Visayia Rehn, 1944
    - Vitticatantops Sjöstedt, 1931
    - Vohemara Dirsh, 1966
    - Willemsella Miller, 1934
    - Xenotettix Uvarov, 1925
    - Zeylanacris Rehn, 1944

## Référence
- Brunner von Wattenwyl, 1893 : Révision du système des orthoptères et description des espèces rapportées par M. Leonardo Fea de Birmanie.  Annali del Museo Civico di Storia Naturale ‘Giacomo Doria’, Genova, vol. 33, p. 1–230 (texte original).